# Copa FMF
A Copa Federação Mato Grossense de Futebol foi um torneio realizado no segundo semestre para decidir um dos representantes do estado na Copa do Brasil do ano seguinte.
Este torneio foi idealizado durante a gestão do governador de Mato Grosso, Blairo Maggi.
De 2015 a 2021, a competição foi sub-21, voltando a não ter requisito de idade a partir de 2022.
Em novembro de 2024, clubes e Federação votaram pela extinção do torneio. 

## Títulos por clube
| Clube                             | Campeão | Ano(s) do(s) Título(s)  | Vice | Ano(s) do(s) Vice(s)          |
| --------------------------------- | ------- | ----------------------- | ---- | ----------------------------- |
| Luverdense (Lucas do Rio Verde)   | 4       | 2004, 2007, 2011 e 2019 | 0    | —                             |
| Mixto (Cuiabá)                    | 3       | 2012, 2018 e 2023       | 2    | 2005 e 2016                   |
| Cuiabá (Cuiabá)                   | 2       | 2010 e 2016             | 5    | 2004, 2009, 2017, 2019 e 2023 |
| União Rondonópolis (Rondonópolis) | 2       | 2017 e 2021             | 4    | 2008, 2012, 2013 e 2015       |
| Operário FC (Várzea Grande)       | 1       | 2005                    | 2    | 2010 e 2011                   |
| Dom Bosco (Cuiabá)                | 1       | 2015                    | 2    | 2018 e 2021                   |
| Cacerense (Cáceres)               | 1       | 2006                    | 1    | 2007                          |
| Nova Mutum (Nova Mutum)           | 1       | 2022                    | 1    | 2024                          |
| Operário VG (Várzea Grande)       | 1       | 2024                    | 1    | 2022                          |
| Vila Aurora (Rondonópolis)        | 1       | 2009                    | 1    | 2006                          |
| Araguaia AC (Alto Araguaia)       | 1       | 2008                    | 0    | —                             |
| Rondonópolis (Rondonópolis)       | 1       | 2013                    | 0    | —                             |

## Títulos por cidade
| Cidade             | Títulos |
| ------------------ | ------- |
| Cuiabá             | 6       |
| Lucas do Rio Verde | 4       |
| Rondonópolis       | 4       |
| Várzea Grande      | 2       |
| Alto Araguaia      | 1       |
| Cáceres            | 1       |
| Nova Mutum         | 1       |